# Архаромеринос
Архаромеринос (казахский архаромеринос) — порода тонкорунных овец мясо-шёрстного направления. Выведена при помощи межвидовой гибридизации на территории Казахской ССР путём скрещивания диких баранов и домашних овец. Основным преимуществом овец этой природы являются размеры. У самцов они достигают 150 кг (90—100 кг в среднем), у самок — 90 кг (55—60 кг в среднем). Также отличительной особенностью архаромериносов является хороший настриг шерсти (до 11 кг).

## История выведения породы
Идея отдалённой гибридизации сельскохозяйственных животных как дополнительного средства породообразования была сформирована советским учёным-животноводом М. Ф. Ивановым в 1920-е годы. Работа по выведению гибрида дикого горного барана — архара и мериносовых овец, основанная на данной идее, началась в 1934 году по инициативе Я. Я. Луса.
Целью селекции было сочетание тонкорунной шерсти и высоких настригов мериносов с адаптацией к круглогодичному содержанию на высокогорных пастбищах. Гибридизация проводилась на Курмектинской экспериментальной базе АН Казахской ССР. На первом этапе маток новокавказского мериноса осеменяли спермой дикого архара. Баранов — метисов первого поколения скрещивали с матками пород прекос и рамбулье. Третье поколение метисов разводили «в себе». Скрещивание сопровождалось круглогодичным содержанием на горных пастбищах Кюнгёй-Ала-Тоо и Заилийского Алатау. Выведение породы было завершено в 1950 году.
В 1950 году Сталинская премия за выдающиеся изобретения и коренные усовершенствования методов производственной работы за выведение новой породы тонкорунных овец «Казахский архаромеринос» была присуждена следующим участникам селекционных работ:
- Бутарин Н. С. — руководитель работы, заведующий сектором генетики животных Института экспериментальной биологии АН Казахской ССР;
- Жандеркин А. И., заместитель директора ИЭБ АН Казахской ССР;
- Большакова Е. В., Исенжулов А. И. — научные сотрудники ИЭБ АН Казахской ССР;
- Каюпов Т., Манапбаева Ж. — старшие чабаны Курмектинской экспериментальной базы АН Казахской ССР;
- Мусралиев М. — председатель колхоза «Кзыл-Ту» Кегеньского района Алма-Атинской области.

## Особенности архаромериноса
Данная порода овец отличается высоким начёсом. Штапель архаромериноса имеет длину 8-9 см, шерсти можно состричь с самца — от 5 до 11 кг, с самки — от 3,2 до 6 кг. Чистое волокно составляет 50—55 % объёма шерсти. Шерсть обычно относят к 60 или 64 качеству. Для увеличение начеса архаромериносов могут дополнительно скрещивать с грубошёрстными овцами.
Другой отличительной чертой архаромериноса является габаритность породы. Размеры самки составляют в среднем 55—60 кг, но могут достигать 90 кг. Самец обычно имеет массу 90—100 кг; максимальный вес, которого удавалось достичь, составляет 150 кг. Плодовитость самок этой породы составляет 115—130 % (115—130 ягнят на 100 овец).
Также в список преимуществ архаромериноса над другими породами овец входят скороспелость, адаптированность к условиям высокогорья (до 3 тыс. м над уровнем моря) и способность передвигаться по сильной пересечённой местности, а также высокий процент содержания мяса (убойный выход у валухов до 53 % при массе 37 кг) и высокое качество мяса.

## Распространение
В советские годы архаромериносов разводили главным образом на территории Казахской ССР: в Алма-Атинской, Восточно-Казахстанской и Павлодарской областях. В настоящее время данная порода овец широко распространен на юго-востоке (высокогорные районы) Республики Казахстан, в мелкосопочнике центрального Казахстана, на Северном Кавказе, на Украине, в Поволжье и на Алтае.